# 실현된 종말론
실현된 종말론(實現- 終末論, 영어: realized eschatology)은  C. H. 다드 (1884-1973)에 의해 널리 알려진 기독교 종말이론이다. 그는 신약 성경의 종말론적 본문들은 미래를 언급하는 것이 아니라, 오히려 예수님의 사역과 그의 마지막 유산에 관련된다고 한다.  종말론은 따라서 세계의 마지막이 아니라 예수에 의해서 세워진 새로운 탄생이며 제자들에 의해 지속되는 새로운 탄생, 즉 초월적 역사가 아닌 역사적 현상이라고 한다. 알베르트 슈바이처가 주장한 그리스도의 임박한 재림을 강조한 철저한 종말론의 개념과 대조적인 것이다. 실현된 종말론을 주장한 기타 인물들은 J.A.T. Robinson, Joachim Jeremias, Ethelbert Stauffer (1902–1979)등이다.

## 같이 보기
- C. H. 다드
- 시작된 종말론
- 철저한 종말론
- 미래주의적 종말론